# Romitia colombiana
Romitia colombiana là một loài nhện trong họ Salticidae.
Loài này thuộc chi Romitia. Romitia colombiana được María Elena Galiano miêu tả năm 1995.